# Under solen
Pour plus de détails, voir Fiche technique et Distribution.
Under solen est un film suédois réalisé par Colin Nutley, sorti en 1998. Le film fut nommé à l'Oscar du meilleur film en langue étrangère.

## Synopsis
Olof, un quinquagénaire vit seul dans une grande ferme à la suite du décès de sa mère. Il est rompu aux travaux des champs mais ne sait ni lire, ni écrire. Erik Un jeune homme lui fait quelques courses et autres menus services mais semble surtout intéressé par l'argent qu'Olof lui prête et qu'il ne presse pas pour lui rendre. Débordé, Olof fait passer une annonce afin d'embaucher une gouvernante, il demande que les candidates potentielles joignent une photo. Quand il voit la photo d'Ellen, il la prend immédiatement à l'essai. Se crée alors un triangle ambigu entre Olof, Erik et Ellen...

## Fiche technique
- Titre : Under solen
- Réalisation : Colin Nutley
- Scénario : Colin Nutley, Johanna Hald et David Neal d'après le roman The Little Farm de H. E. Bates
- Production : Colin Nutley, Jan Beime et Mats Nilemar
- Photo : Jens Fischer
- Pays d'origine : Suède
- Genre : Drame et romance
- Durée : 130 minutes
- Date de sortie :  1998

## Distribution
- Rolf Lassgård : Olof
- Helena Bergström : Ellen Lind
- Johan Widerberg : Erik Jonsson
- Linda Ulvaeus : Lena
- Gunilla Röör : La réceptionniste des petites annonces
- Jonas Falk : le pasteur
- Bergljót Arnadóttir : la vendeuse de vêtements féminins

## Bande sonore
- You’re Everywhere, paroles Magnus Carlson
- C’est si difficile de toujours perdre par Magnus Carlson
- The Hole He Said He’d Dig For Me de Z.Zillon et M. Turner, chanson de Jerry Lee Lewis
- Sønnavindvalsen (Sunnanvindsvalsen),compositeur Bjarne Amdahl, paroles norvégiennes 1957 Alf Prøysen paroles suédoises 1957 Ulf Peder Olrog, chant Margareta Kjellberg
- Reel Around the Sun par Bill Whelan
- Valse, piano, op. 70. N° 12, sol mineur, de Frédéric Chopin
- Reqviem, op. 48. In paradisum, de Gabriel Fauré, chef d’orchestre Seiji Ozawa
- Thème de l’émigration, de Paddy Moloney
- Thème de la famine, de Paddy Moloney
- Grey Fox, de Paddy Moloney
- Les adieux à la musique d’O’Carolan par Derek Bell
- Tristan et Isolde extrait de l’opéra de Richard Wagner

## Autour du film
- Erik annonce alors qu’il va partie en mer sur le SS Andrea Doria, c'est ce bateau qui plus tard et s’en va. Le navire qui, le 25 juillet 1956  est entré en collision avec le M/S Stockholm provoquant la mort de 49 personnes. On peut donc situer l'action du film avant 1956.